# Кокрейн, Блейк
Блейк Кокрейн (англ. Blake Cochrane; род. 25 января 1991, Квинсленд) ― австралийский пловец-паралимпиец. Выиграл серебряную медаль на Паралимпийских играх в Пекине в 2008 году, две золотые медали на Паралимпийских играх в Лондоне в 2012 году, серебряную медаль на Паралимпийских играх в Рио в 2016 году, а также серебряную и одну бронзовую медаль на Паралимпийских играх в Токио в 2020 году.

## Биография
Родился 25 января 1991 года в городе Шарлевиль, Квинсленд, Австралия.
У него множественные врожденные дефекты конечностей, поражающие его руки и ноги. Его родители записали его в плавание, чтобы облегчить его астму. Он начал соревноваться в плавании в возрасте 16 лет. Его потенциал был реализован только после того, как он был выбран командой по плаванию Австралии в качестве участника команды AWD (Спортсмен с ограниченными возможностями) на Играх Арафура в Дарвине в 2007 году.
В декабре 2017 года он окончил Университет Саншайн-Кост со степенью бакалавра клинических упражнений. У Кокрейна и его жены Лоран есть сын.

## Спортивная карьера
Кокрейн завоевал серебряную медаль на Играх в Пекине в 2008 году в беге на 100 м брассом SB7.
На чемпионате мира 2009 года по короткой воде, выиграл две золотые медали и одну серебряную. На чемпионате Тихого океана 2011 года в Канаде, выиграл пять золотых медалей и побил мировой рекорд в заплыве на 100 метров брасс
2010 год был особенно плодотворным для Блейка, поскольку он выиграл золото на 100 м брассом на чемпионате мира, а затем получил бронзовую медаль на Играх Содружества в Дели. Во время чемпионата Австралии по плаванию в 2012 году он снова установил новый мировой рекорд в финале на дистанции 100 м брассом (SB8).
В 2012 году на Играх в Лондоне он участвовал в пяти дисциплинах и выиграл две золотые медали на 100 м брассом SB7 и 4 × 100 м вольным стилем среди мужчин — 34 очка.
На чемпионате мира IPC по плаванию в Монреале, Кокрейн побил мировой рекорд, завоевав золотую медаль в беге на 100 м брассом среди мужчин.
На чемпионате мира IPC по плаванию в Глазго (Шотландия), Кокрейн выиграл серебряную медаль на 100 м брассом SB7 среди мужчин и бронзовую медаль в эстафете 4× 100 м вольным стилем среди мужчин. Он финишировал четвертым в мужской комплексной эстафете 4×100 м, 34 очка, пятым в мужской 50-метровой вольной эстафете S8 и мужской 100-метровой вольной эстафетой S8.
В 2015 году Кокрейн тренировался у Яна Кэмерона в Университете Саншайн-Кост.
На Паралимпийских играх в Рио-де-Жанейро в 2016 году выиграл серебряную медаль в беге на 100 м брассом SB7. Он также участвовал в соревнованиях в мужском 4×100 м вольным стилем (34 очка) и финишировал пятым, седьмым в мужском вольном стиле на 400 м S8, но не прошел в финал в мужском 50-метровом вольном стиле S8 и мужском 100-метровом вольном стиле S8.
Готовясь к Рио, тренеры Кокрейна сказали: «Блейк никогда не думал, что у него инвалидность … и никогда не оглядывался назад».
На чемпионате мира по плаванию в Лондоне в 2019 году выиграл бронзовую медаль на 100 м брассом SB7.
Кокрейн на 2021 год тренируется у Натана Дойла в USC Spartans.
На Паралимпиаде 2020 в Токио Кокрейн завоевал две медали: серебро и бронзу.

## Признание
В 2011 году Кокрейн был номинирован на премию The Age 's Sport Performer Award в категории «Исполнитель с ограниченными возможностями».
В 2011 году он получил награду «Пловец года в Австралии» по плаванию.
Был удостоен звания «Старшая спортивная звезда года Грэма Шермана на Саншайн-Кост» за 2013 год.
Награжден медалью Ордена Австралии в рамках Дня Австралии в 2014 году "за заслуги перед спортом в качестве золотого медалиста на Паралимпийских играх 2012 года в Лондоне.